# اچ‌دی ۷۷۹۱۲
اچ‌دی ۷۷۹۱۲ یک ستاره ی سیاه‌گوش است.